# Tachikawa Ki-77
Tachikawa Ki-77 (яп. キ77) — експериментальний літак дальнього радіуса дії Імперської армії Японії періоду Другої світової війни.

## Історія створення
У 1930-х роках суперництво між провідними японськими газетами призвело до здійснення ряду рекордних авіаперельотів. У 1939 році, у відповідь на рекордний політ літака G3M2 цивільної реєстрації J-BACI, який організувала газета Майніті Сімбун, газета Асахі Сімбун вирішила провести безпосадковий переліт Токіо-Нью-Йорк. Політ мав бути присвячений 2600-річчю Японської імперії і мав відбутись у 1940 році - 2600 році за японським літочисленням. Літак отримав назву A-26 (A - від назви газети «Асахі Сімбун», 26 - від перших цифр року).
Для цього редакція газети звернулась в авіаційний дослідний інститут Токійського університету із запитом спроектувати літак з дальністю польоту понад 15 000 км і мінімальною крейсерською швидкістю 300 км/г. Літак мав летіти в нижній межі стратосфери, і окрім свого основного призначення - побити рекорди, літак мав б використовуватись як перший крок до стратосферних польотів. Конструюванням основного дизайну займався доктор Кімура з Токійського університету, а виробництвом літака мала зайнятись фірма Tachikawa, на чолі з інженером Рьокічі Ендо.
На літаку планувалось встановити 14-циліндрові двигуни повітряного охолодження Nakajima Ha-105 потужністю 1000 к.с., але зрештою на літак встановили двигуни Nakajima Ha-115 потужністю 1170 к.с. Спочатку планувалось створити в кабіні чисту кисневу атмосферу низького тиску, щоб уникнути використання кисневих масок екіпажем, але реально пілоти мусили використовувати кисневі маски протягом польоту. 
Паливні баки ємністю 11 155 л розміщувались в крилі ламінарного профілю.
Підготовча частина проектування дизайну була завершена восени 1940 року, а перший політ був запланований на листопад 1941 року. Через певні конструкторські проблеми його відклали до лютого 1942 року, але з початком бойових дій роботи по рекордному літаку були відкладені, і фірма Tachikawa зосередилась на військових замовленнях.
Влітку 1942 року проектом зацікавилась Імперська армія Японії, яка планувала використовувати літак для зв'язку з іншими країнами Осі. Літак отримав назву Ki-77. Перший прототип був готовий у вересні 1942 року, але через проблеми з охолодженням перший політ відбувся тільки 18 листопада 1942 року. Літак показав задовільні характеристики, були лише певні проблеми із системою охолодження двигунів, які перегрівались на землі, але зрештою вони були теж вирішені.

## Історія використання

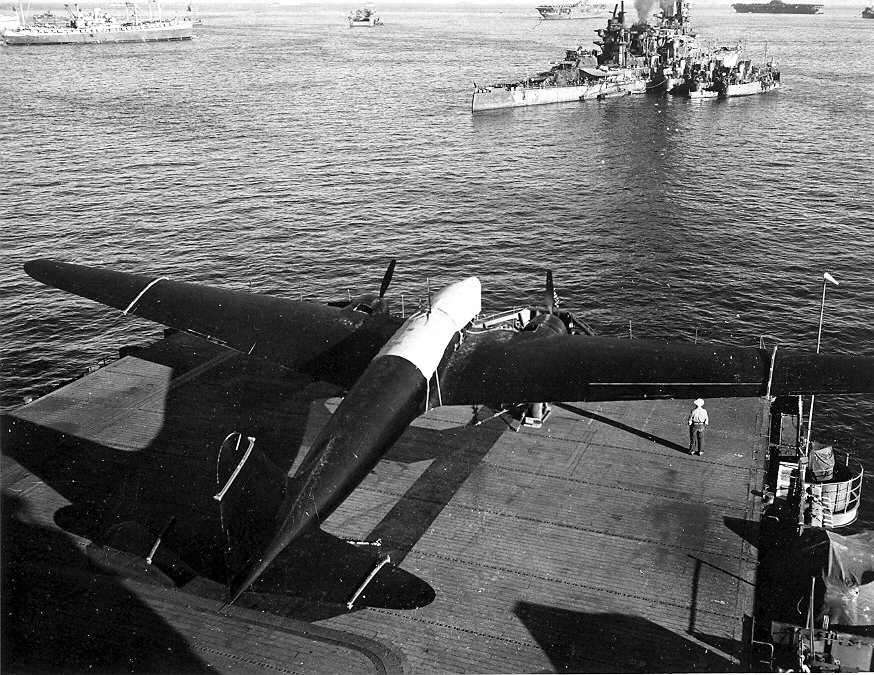
Ki-77 під час перевезення до США на борту авіаносця «Боуг»

В умовах війни зі США політ у Нью-Йорк відбутись не міг, тому 20-21 квітня 1943 року відбувся переліт з Токіо у Сінгапур. Літак пролетів 5 330 км за 19 годин 13 хвилин.
Другий дослідний Ki-77 був побудований у 1943 році. 7 липня того ж року, з двома пілотами та трьома пасажирами на борту, він вилетів до Берліну з заправкою на аеродромі поблизу села Сарабуз (тепер Гвардійське) в Криму., але Криму він так і не досяг. Імовірно, він був збитий британським винищувачем десь над Індійським океаном.
Тим часом, незважаючи на війну, перший прототип здійснював дослідні польоти на великі відстані. Так, з 2 по 4 липня 1944 року він здійснив політ по замкненому трикутнику в Маньчжурії довжиною 865 км, 19 разів пролетівши трасу і подолавши 16 435 км за 57 годин 12 хвилин.
Про практичне використання літака інформації не збереглось. У серію він так і не був запущений, оскільки на завершальному етапі війни японці не потребували транспортних літаків, а всі свої зусилля зосередили на винищувачах та бомбардувальниках.
Після війни перший та єдиний екземпляр Ki-77 був захоплений американцями і після дослідження був зданий на брухт.

## Тактико-технічні характеристики

### Технічні характеристики
- Екіпаж: 5 чоловік
- Довжина:  15,30 м
- Висота: 3,85 м
- Розмах крил: 29,44 м
- Площа крил: 79,56 м²
- Маса пустого: 7 237 кг
- Маса спорядженого: 16 725 кг
- Навантаження на крило: 210.2 кг/м²
- Запас палива: 11 155 л
- Двигун:  2 х Nakajima Ha-115
- Потужність: 2 x 1 170 к. с.
- Питома потужність: 7.15 кг/к.с.

### Льотні характеристики
- Максимальна швидкість: 440 км/г
- Крейсерська швидкість: 300 км/г
- Дальність польоту: 18 000 м
- Практична стеля: 8 700 м
- Швидкість підйому: на 6000 м. за 24 хв.